# Cissus youngii
Cissus youngii är en vinväxtart som beskrevs av Exell & Mendonca. Cissus youngii ingår i släktet Cissus och familjen vinväxter. Inga underarter finns listade i Catalogue of Life.